# Révajovská pustatina
Révajovská pustatina je přírodní rezervace v katastrálním území města Hurbanovo v okrese Komárno v Nitranském kraji na Slovensku. Území bylo vyhlášeno v roce 1988 a jeho rozloha je 0,68 hektaru. Předmětem ochrany je výjimečná mykologická lokalita v Podunajské nížině.